# Bembix
Bembix és un gènere d'himenòpters de la família dels crabrònids. Engloba unes 340 espècies i té distribució cosmopolita, però és especialment divers en regions càlides amb sòls sorrencs oberts; Austràlia i Africa tenen una gran varietat d'aquestes espècies. Sovint són de colors brillants. L'abdomen és negre amb bandes laterals corbades blanques o grogues que sovint es toquen a la línia mitjana dorsal. Són predadors.

## Història natural
Bembix és un gènere de grans vespes excavadores. El seu niu sempre està excavat en sòls de sorra molt seca, i la femella alimenta les seves larves amb dípters que captura (sovint tabanidae). Cada larva necessitarà de 10 a 20 dípters per completar el seu cicle vital.
L'estratègia de Bembix és força peculiar: cada niu conté només una larva en creixement, i cada mare té diversos d'aquests nius evolucionant al mateix temps, però en diversos estadis. Això significa que l'insecte ha de recordar no només diverses localitzacions de diversos nius, sinó que també l'estadi en què es troben atès que una larva vella consumeix més aliment que una larva jove.

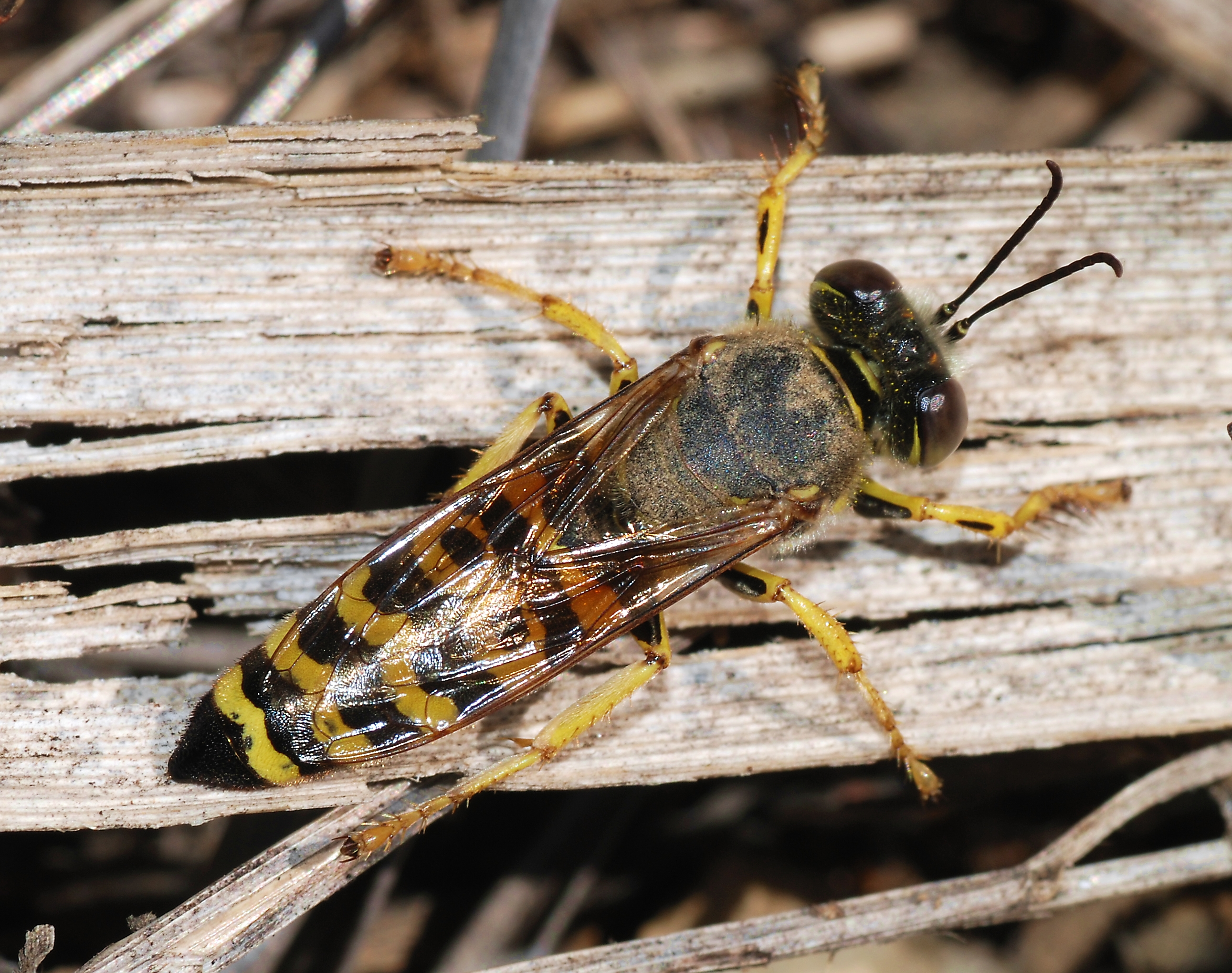
Bembix oculata.

Per complicar encara més la situació, no hi ha res que marqui la presència des d'enfora (almenys als ulls humans) i moltes femelles fan els seus nius en estreta proximitat amb les de les altres vespes.

## Llista d'espècies (Europa)
- Bembix bicolor Radoszkowski 1877
- Bembix bidentata Vander Linden 1829
- Bembix cinctella Handlirsch 1893
- Bembix flavescens F. Smith 1856
- Bembix geneana A. Costa 1867
- Bembix megerlei Dahlbom 1845
- Bembix merceti J. Parker 1904
- Bembix oculata Panzer 1801
- Bembix olivacea Fabricius 1787
- Bembix pallida Radoszkowski 1877
- Bembix rostrata (Linnaeus 1758)
- Bembix sinuata Panzer 1804
- Bembix tarsata Latreille 1809
- Bembix turca Dahlbom 1845
- Bembix wagleri Gistel 1857
- Bembix zonata Klug 1835